# Adagio Biagio
Adagio Biagio è il secondo album in studio del cantautore italiano Biagio Antonacci, pubblicato il 14 gennaio 1991 dalla Philips Records.

## Descrizione
Tutti i brani sono scritti interamente dallo stesso Biagio, mentre il titolo è ispirato ad una canzone scritta nel 1926 da Angelo Ramiro Borella e Vittorio Mascheroni per Paolo Bernard, di cui Antonacci inserisce alcuni secondi come traccia di apertura. Com'era avvenuto per l'album precedente, il disco non ottiene particolare successo ma brani come Danza sul mio petto e Baciami stupido entrano in rotazione presso alcune radio e il cantautore di Rozzano inizia a farsi notare dal pubblico.

## Tracce
1. Adagio Biagio - 0:29
2. Se tu fossi come - 4:27
3. Danza sul mio petto - 4:59
4. Però ti amo - 4:00
5. Baciami stupido - 3:20
6. Cercasi disperatamente amore - 4:28
7. Tra le righe - 5:27
8. Orchidea - 3:46
9. Il festival di Gabicce Mare - 3:56
10. Terremoto - 4:12
11. Yvette, Yvette - 3:46

## Formazione
- Biagio Antonacci - voce, chitarra acustica, cori
- Fabio Coppini - pianoforte, tastiera
- Polo Jones - basso
- Matteo Saggese - pianoforte
- Roberto Costa - basso, tastiera, cori
- Rosario Jermano - percussioni
- Julian Littman - chitarra elettrica
- Luca Bignardi - tastiera, sequencer, programmazione
- Ron Beck - batteria
- Chicco Gussoni - chitarra acustica, oboe
- Angel "Pato" Garcia - chitarra classica
- Beppe D'Onghia - clarinetto
- Giusi Grimaldi, Renzo Meneghinello, Paola Folli - cori